# Salmo 137

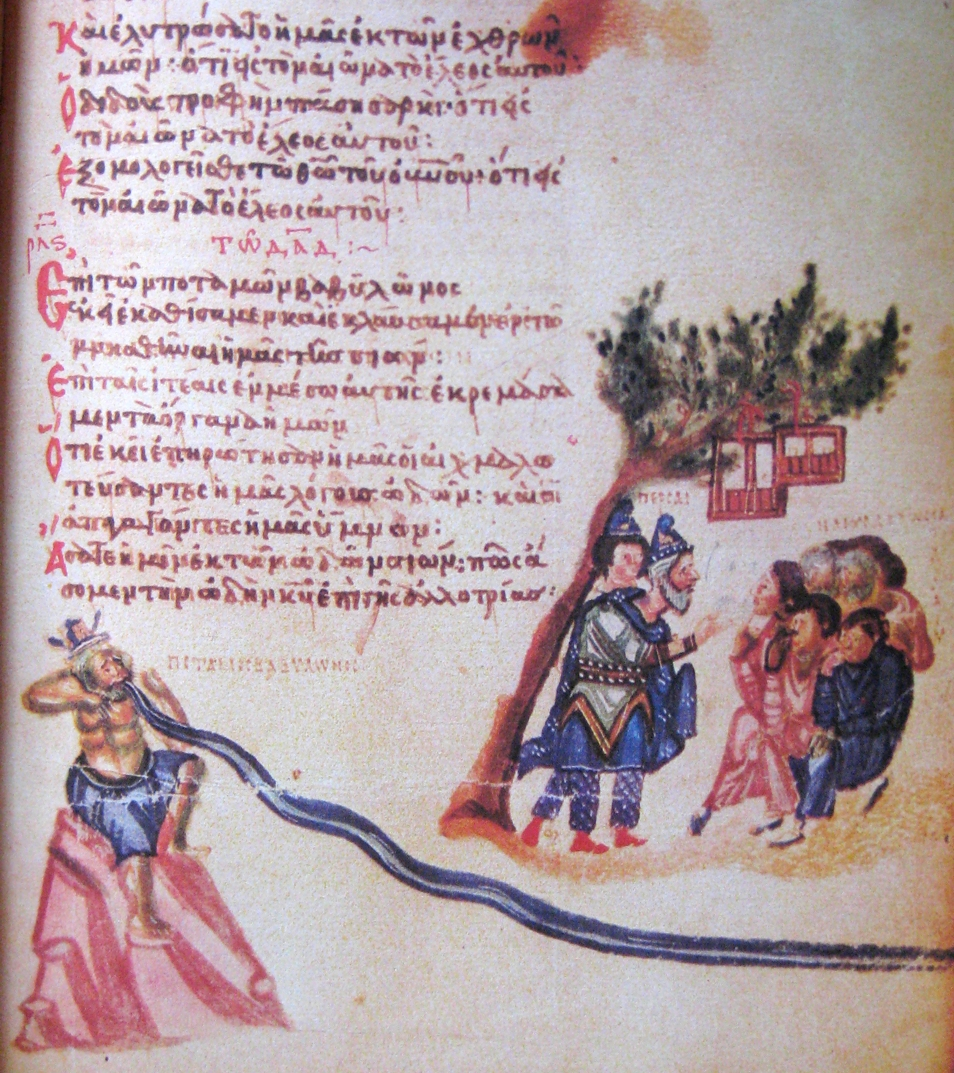

O Salmo 137, segundo a Septuaginta, ou Salmo 136, na Bíblia Vulgata é um dos salmos mais conhecidos do Livro de Salmos. As suas linhas de abertura, em latim "Super Flumina Babylonis", em inglês, "By the rivers of Babylon...", em português "Sôbolos rios que vão por Babilônia" foram reproduzidas diversas vezes dentro do repertório cultural do Ocidente.
O salmo expressa o lamento do povo judeu em exílio após a conquista de Jerusalém em 586 a.C..
Fontes rabínicas atribuem o poema ao profeta Jeremias, e a versão Septuaginta do salmo contém a inscrição "Para David. Por Jeremias, no Cativeiro"

## Tradução Brasileira
1. Junto aos rios de Babilônia, Ali nós assentamos, pusemos-nos a chorar, Ao recordarmo-nos de Sião.
2. Nos salgueiros que há no meio dela, Penduramos as nossas harpas,
3. Pois ali os que nos levaram cativos, nos pediam canções, E os nossos atormentadores exigiam de nós alegria, dizendo: Cantai-nos das canções de Sião.
4. Como cantaremos a canção de Ihaveh Em terra de estrangeiros?
5. Se eu me esquecer de ti, Jerusalém, Esqueça-se a minha mão direita da sua destreza.
6. Apegue-se-me a língua ao céu da boca, Se eu não me lembrar de ti, Se eu não preferir Jerusalém à minha maior alegria.
7. Lembra-te,  Ihaveh, dos filhos de Edom, do dia de Jerusalém. Eles disseram: Arrasai-a, arrasai-a, Até os seus alicerces.
8. Ó filha de Babilônia, que hás de ser destruída, Feliz será aquele que te retribuir Conforme nos fizeste a nós.
9. Feliz será aquele que agarrar e esmagar os teus pequeninos Contra uma pedra.

Interpretação
As linhas iniciais do poema são bastante conhecidos e descrevem a tristeza dos israelitas, pedidos para cantar a cantar a canção do Senhor numa terra estrangeira: "Pois ali os que nos levaram cativos, nos pediam canções...Cantai-nos das canções de Sião". Eles recusaram-se a fazê-lo, deixando as suas harpas penduradas em árvores: "Como cantaremos a canção de Ihaveh Em terra de estrangeiros?" e "Nos salgueiros que há no meio dela, Penduramos as nossas harpas".
Depois, o poema faz uma recordação da cidade de Jerusalém. Termina com esperanças de vingança e destruição: "Ó filha de Babilônia, que hás de ser destruída".